# Ascorhynchus bucerus
Ascorhynchus bucerus is een zeespin uit de familie Ascorhynchidae. De soort behoort tot het geslacht Ascorhynchus. Ascorhynchus bucerus werd in 1971 voor het eerst wetenschappelijk beschreven door Turpaeva. 